# República de Mombaça

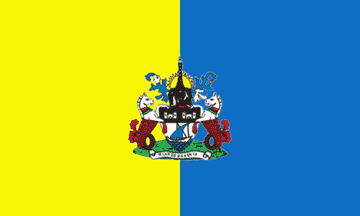
Bandeira de Mombasa

A República de Mombaça é um estado proposto que englobaria a Província da Costa do Quênia. O Conselho Republicano de Mombasa é a principal organização a reivindicar que Mombasa deveria se separar do Quênia para se tornar um estado independente. Eles argumentaram que a secessão libertaria o povo da Província da Costa da marginalização pelos sucessivos governos quenianos. O slogan que utilizam é Pwani Si Kenya (em inglês:  The Coast is not Kenya, "A Costa não é o Quênia").